# Norbert Goeneutte
Norbert Goeneutte (n. 23 iulie 1854, Paris, Franța – d. 9 octombrie 1894, Auvers-sur-Oise, Seine-et-Oise, Franța) a fost un pictor, gravor și ilustrator francez; cunoscut în special pentru ilustrațiile romanului La Terre⁠(d) de Émile Zola.

## Biografie

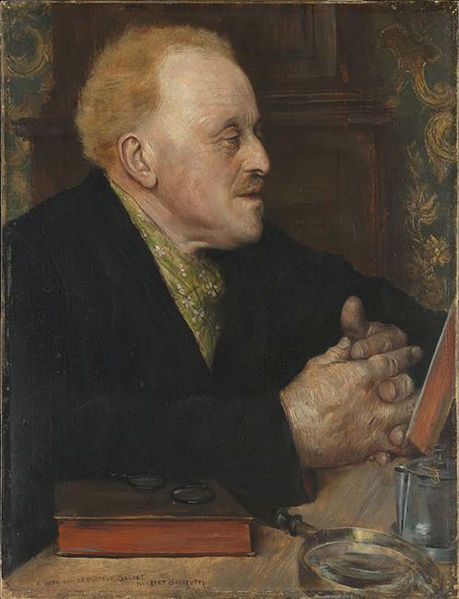
Portretul lui Paul Gachet (1891)

S-a născut la Paris într-o familie care se mutase acolo din Saint-Omer în 1850. A urmat cursurile la Liceul Condorcet. După o lungă întrerupere cauzată de războiul franco-prusac și de Comuna din Paris, când locuia departe de Paris, a absolvit în 1871, iar tatăl său i-a găsit un loc într-un birou de avocatură.
Tatăl său a murit la scurt timp după aceea, iar Norbert și-a convins mama că nu era potrivit pentru acest tip de muncă. Ea a fost de acord, așa că a intrat la École des Beaux-Arts și a început studiile alături de Isidore Pils. Când Pils a murit în 1875, a fost înlocuit de Henri Lehmann⁠(d), care nu a fost plăcut de studenții săi. I-au scris lui Édouard Manet, cerându-i să ia locul lui Lehmann, dar acesta a refuzat. Au rămas câțiva studenți, dar Goeneutte a plecat pentru a-și înființa propriul studio.
A frecventat Père Lathuille, un celebru cabaret, unde l-a cunoscut pe Manet și a fost introdus în cercul artistic la Café de la Nouvelle Athènes⁠(d). Curând a început să expună la Salon⁠(d), dar, în ciuda prieteniei sale cu mulți impresioniști de seamă, nu a participat niciodată la una dintre expozițiile lor de grup.
Cu sprijinul financiar al fratelui său, a călătorit frecvent în străinătate, efectuând călătorii și la Londra (1880) și Veneția (1890). De asemenea, a călătorit mult în Franța. Aceste vizite au produs o multitudine de peisaje și peisaje urbane. În 1889, a devenit unul dintre fondatorii „Société des peintres-graveurs français", împreună cu prietenii săi Henri Guérard⁠(d) și Félix Bracquemond⁠(d). În același an, a expus la Expoziția Universală. Doi ani mai târziu, nu a fost de acord cu Société, când a refuzat admiterea lui Camille Pissarro, care nu era născut în Franța.
În 1891, doctorul Paul Gachet⁠(d), un susținător avid al artelor și un artist amator, l-a diagnosticat pe Goeneutte ca având o inimă slabă și i-a recomandat să se stabilească într-o zonă rurală pentru sănătatea sa. Gachet a reușit să-i găsească o casă în apropiere de a saîn Auvers-sur-Oise, numită „Vila Musette”, unde Goeneutte s-a stabilit cu mama sa, sora sa Reine și fratele său Charles. Ajuns acolo, s-a implicat într-un grup de artiști asociați cu Charles-François Daubigny și a realizat ilustrații gravate împreună cu Gachet. Trei ani mai târziu, a murit din cauza unor complicații de la ceea ce s-a dovedit a fi o boală pulmonară (posibil tuberculoză). Este înmormântat acolo, lângă mormântul lui Vincent van Gogh, care fusese și el tratat de Gachet în timpul ultimei sale boli.

## Picturi (selecție)

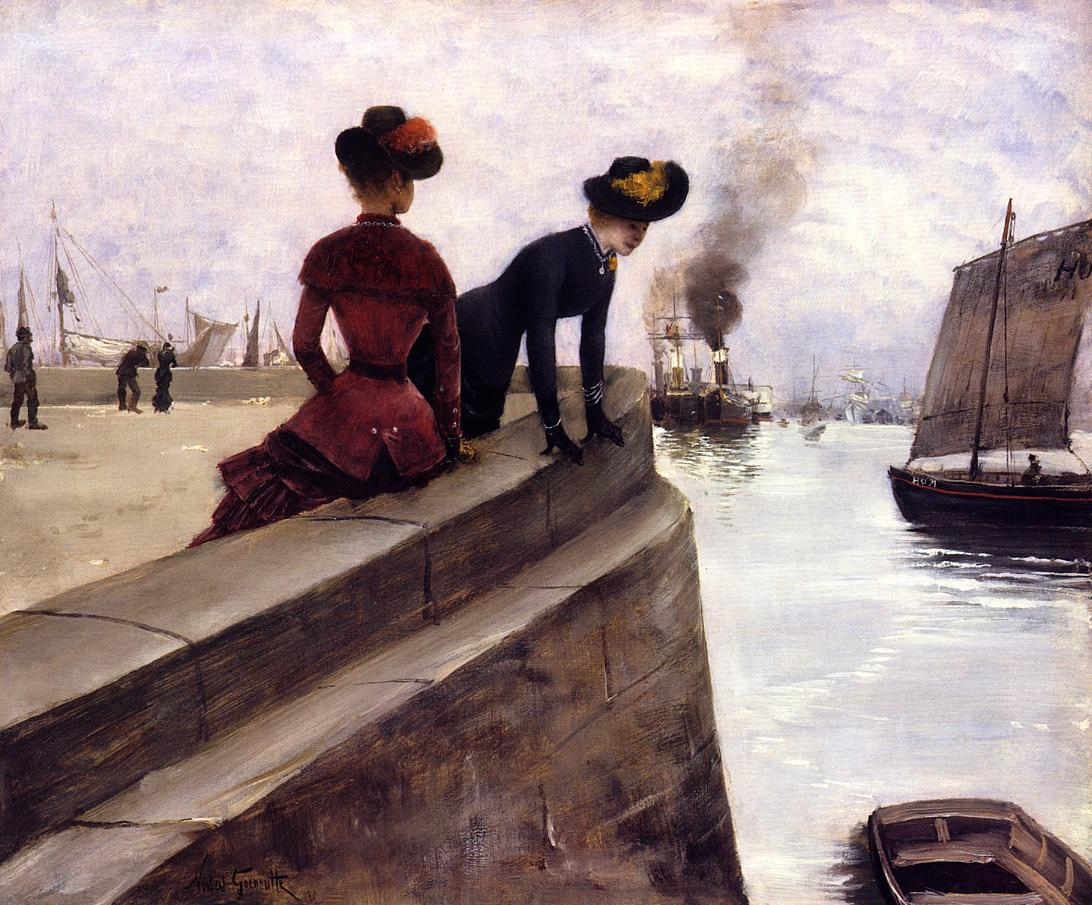
Pe dig la Le Havre (1887)
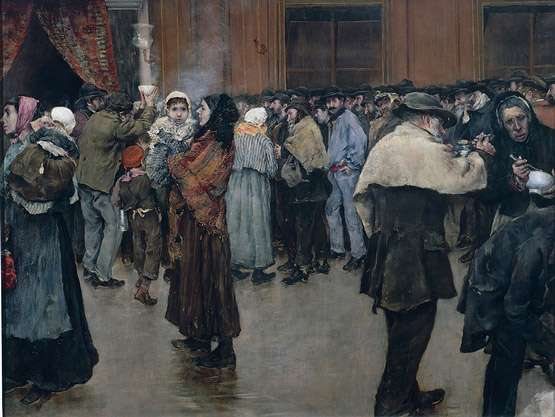
Supa de dimineață (dată necunoscută)
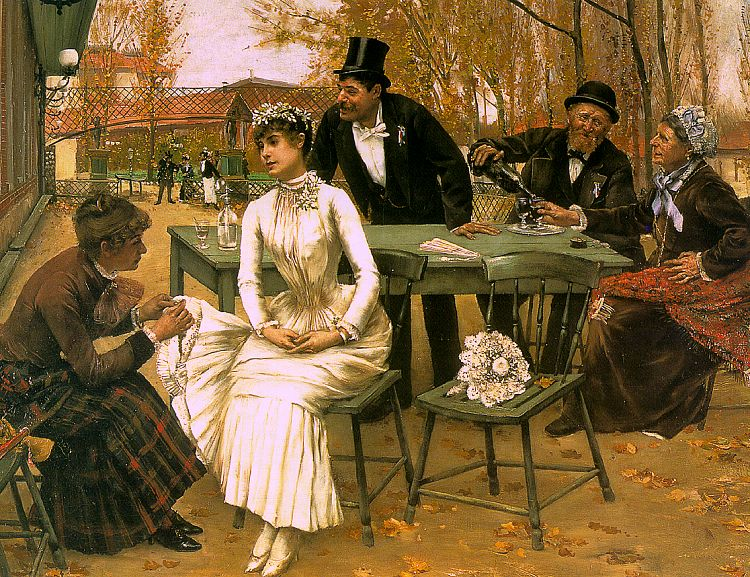
Prima ruptură (1884)
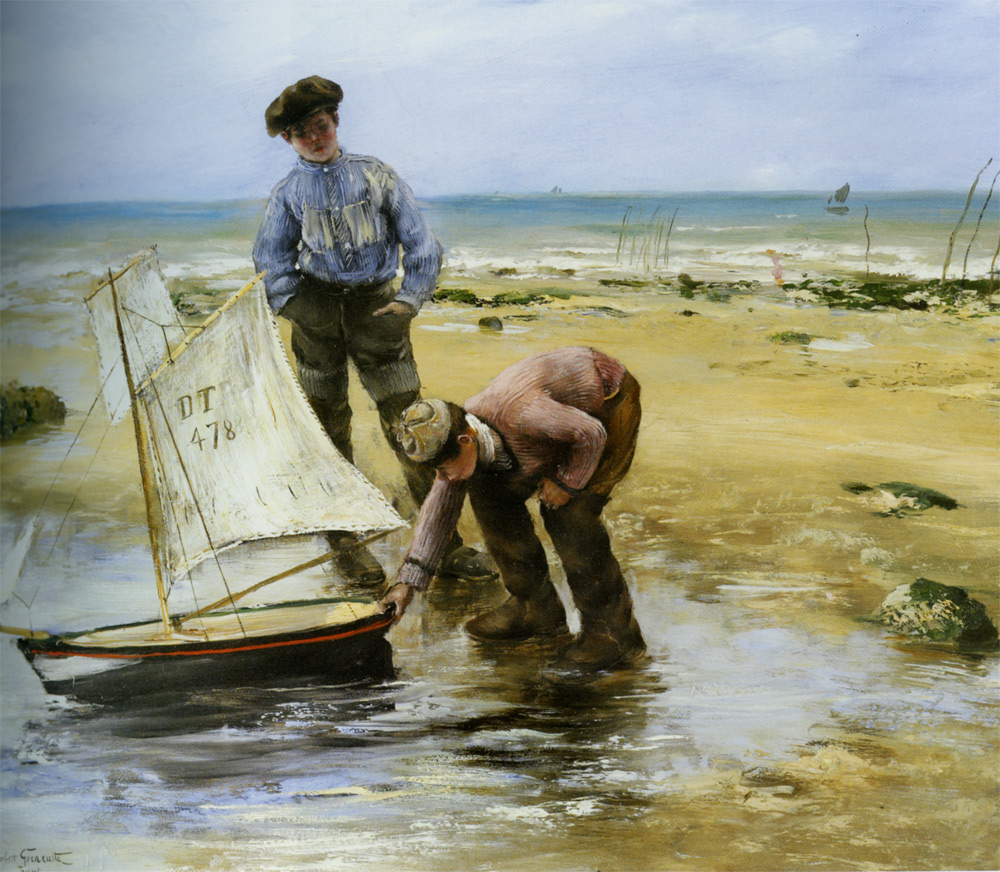
Băieți jucându-se pe plajă (1881)